# La città si difende
La città si difende és una pel·lícula policíaca italiana de 1951 dirigida per Pietro Germi i protagonitzada per Gina Lollobrigida, Renato Baldini i Cosetta Greco. El film va guanyar el Premi a la millor pel·lícula italiana en la 12a Mostra Internacional de Cinema de Venècia.

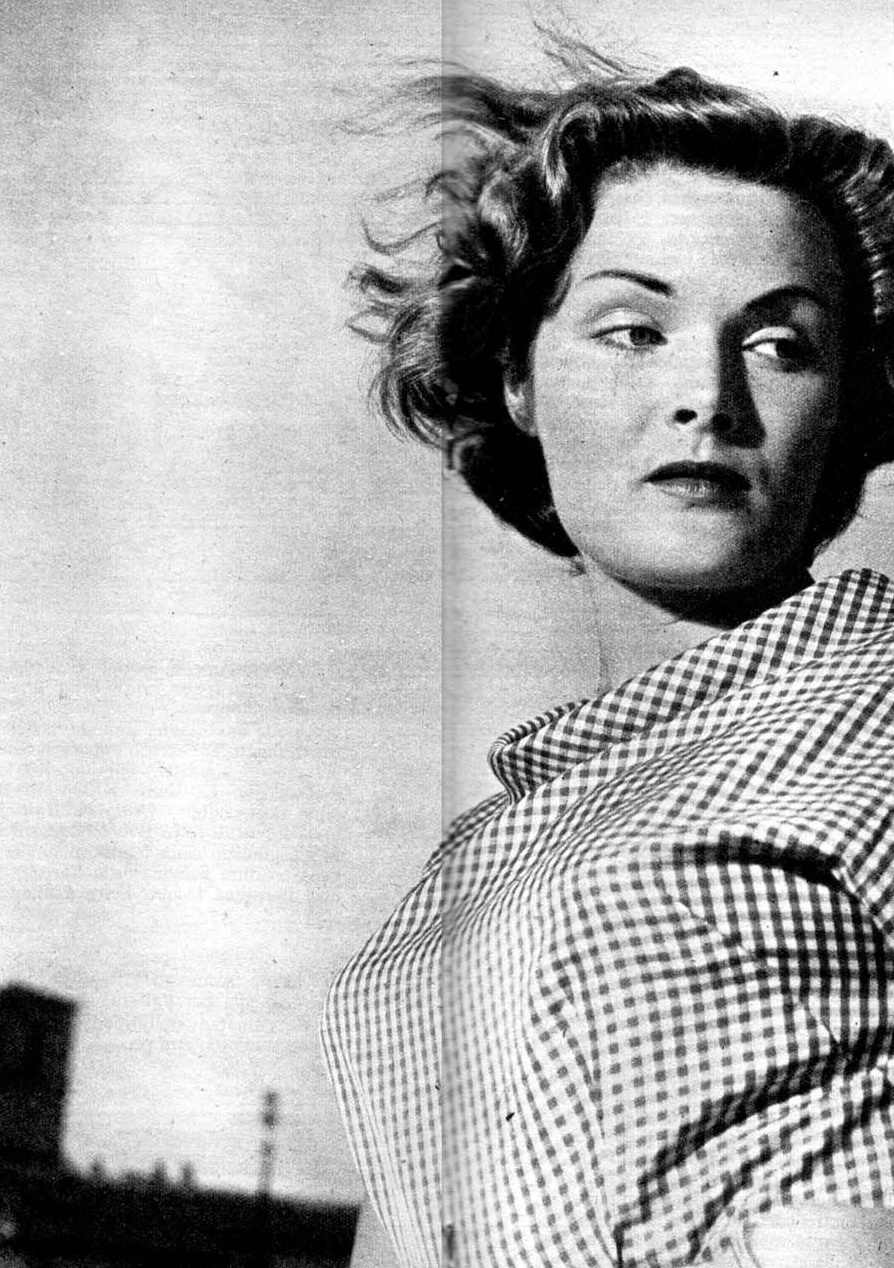
Tamara Lees a "La città si difende"

## Argument
Quatre lladres, Paolo, Luigi, Guido i Alberto roben la recaptació d'un partit de futbol a l'estadi i fugen. No es tracta de delinqüents habituals, sinó de persones pobres de diferents orígens socials que esperen trobar oportunitats per a una vida millor en el robatori.
Paolo, un exfutbolista la carrera del qual es va veure interrompuda per una lesió, intenta amb diners recuperar els favors de la seva examant Daniela, però aquesta el rebutja i el denuncia. Luigi, a l'atur amb una dona i una filla dependents, aconsegueix rebre només una petita part del botí de Paolo; amb aquests diners intenta fugir al camp amb la seva família, però al tramvia, quan revisa els bitllets, els nervis el traeixen: després d'una breu fugida, en plena culpa, se suïcida d'un tret.
Guido és el més marginat del grup, l'únic desproveït de vincles afectius: de professor de dibuix va passar a ser retratista ambulant i després es va dedicar al crim. S'ha endut el gruix del botí, amb el qual voldria fugir a Còrsega, eludint els controls fronterers. Però els traficants als quals recorre per a l'expatriació il·legal el maten i li roben els diners.
L'Alberto és el més jove i encara viu amb els seus pares; gairebé immediatament es va quedar sense diners i durant una estona va vagar sense rumb, sense atrevir-se a posar els peus a casa per escapar de la detenció. Quan al final, sense perspectives de cap mena, decideix tornar a casa, es troba amb la policia esperant-lo. Desesperat, decideix fugir a la cornisa, d'on, sense cap sortida, també amenaça de saltar; però el discurs commovedor de la seva mare el convenç d'enfrontar-se a les conseqüències del seu acte.

## Repartiment
- Renato Baldini: Paolo Leandri
- Gina Lollobrigida: Daniela
- Cosetta Greco: Lina Girosi
- Fausto Tozzi: Luigi Girosi
- Paul Müller: Guido Marchi
- Enzo Maggio jr.: Alberto Tosi
- Tamara Lees: senyora del retrat
- Emma Baron: mare d'Alberto
- Patrizia Manca: Sandrina Girosi

## Crítica
Per al Dizionario Mereghetti la descripció del sotabosc de perdedors i desesperats té èxit i "la tècnica és excel·lent, però el pathos populista sovint no està controlat".
Per al Dizionario Morandini és «una de les pel·lícules menys reeixides de l'època inicial de P. Germi. Feble en les escenes d'acció, s'ensorra i es dispersa a causa d'una sobrecàrrega de moralisme edificant.»

## Localitzacions
Segons la policia, la casa d'Alberto estaria a la Via del Lavatore, al districte de Trevi de Roma; però l'escena de la cornisa està en realitat ambientada al Trastevere (un cartell de carrer relacionat amb el Vicolo Moroni és clarament visible).